# Maserati 8CM
Maserati 8CM byl model závodního vozu Grand Prix vyráběný v letech 1933-35 italským výrobcem Maserati v Bologni. Byl to jednomístný vůz (monopost) určený pro závody Grand Prix v tzv. volné formuli/750 kg, která byla v platnosti v letech 1934-1937. Vůz používal osvědčený osmiválcový motor z typu 26M označovaný jako 8C-3000.
Maserati 8CM je považováno za klasiku v automobilové historii a představuje významné období v závodech Grand Prix. Mnoho z těchto vozů bylo dochováno a zrestaurováno, stále se účastní historických závodů a jsou obdivovány nadšenci po celém světě.

## Vznik a vývoj
Alfieri Maserati byl z bratrů Maseratiů nejnadanějším konstruktérem a jeho náhlá smrt na jaře 1932 byla pro mladou společnost velkou ranou. Velká část vývojových prací byla náhle zastavena, ale naštěstí Alfieri dokončil návrh dvou nových motorů, které by v dohledné době zajistily konkurenceschopnost v závodech, jedním z nich byl motor pro typ Maserati 8CM. Pokročilé nové motory byly zasazeny do velmi konvenčního ocelového žebřinového rámu s tuhými nápravami, který byl odpružen poloeliptickými listovými pery a třecími tlumiči. To bylo ještě akceptovatelné pro čtyřválcový motor, ale výkon osmiválcového motoru a nové hydraulicky ovládané bubnové brzdy způsobily problémy s tuhostí podvozku.
Jak se brzy na závodech ukázalo, monopost měl špatnou přilnavost k vozovce, způsobenou příliš úzkým a slabým podvozkem, který se při zatížení snadno kroutil. Teprve poté, co byl podvozek monopostu vyztužen, aby se překonaly deformace, mohl být využit plný výkon 3litrového motoru a vůz se proměnil v impozantní zbraň. Tato změna byla uplatněna při Grand Prix Belgie 1933. Maserati původně postavilo dva vozy s dvoumístnou karoserií, označené 8C-3000, nicméně všechny následující vozy měly být vyrobeny s karoserií monopostů, tedy 8CM-3000.
Závodních monopostů s řadovým osmiválcem postavila automobilka Maserati 19 typu 8CM. S prvním monopostem Maserati, který je vystaven v Louwmanově muzeu v holandském Haagu, jezdili tři slavní závodní jezdci: Tazio Nuvolari, Piero Taruffi a Raymond Sommer. V roce 1933 Sommer koupil dva tyto vozy a s jedním z nich závodil v Monaku, kde zjistil, že podvozek je pro silný motor příliš slabý. Oba vozy prodal zpět továrně, načež je koupil Tazio Nuvolari. Ten nechal podvozek posílit v belgické automobilce Imperia a ještě téhož roku vyhrál Velkou cenu Belgie. Nuvolari pak vůz prodal začínajícímu závodnímu talentu Pieru Taruffimu, který s Maserati obsadil třetí místo v Coppa Acerbo. V roce 1935 ale Taruffi přešel k Bugatti. V té době už Maserati nebylo vhodné pro závody Grand Prix, protože se změnily předpisy a tak nechal vůz přestavět na dvoumístný. Taruffi odvezl vůz na závody do Jižní Afriky a poté se mu jej podařilo prodat místnímu závodníkovi, který se zúčastnil Grand Prix Rand 1937 a Grand Prix Jižní Afriky 1938. Louwmanovo muzeum získalo toto Maserati v roce 1988 a zrestaurovalo jej do původní jednomístné konfigurace.

## Popis vozu
Vůz Maserati 8CM měl na ocelovém žebřinovém, nosném rámu hliníkovou karosérii. Jednomístný monopost bez dveří měl motor vpředu a pohon zadních kol. Zážehový, kapalinou chlazený řadový osmiválec (R8), rozvod DOHC (dva ventily/válec) s dvojitým vačkovým hřídelem v hlavě, zdvihový objem 2992 cm³ (vrtání 69,0 mm, zdvih 100,0 mm) při kompresi 6,4:1. Motor poskytoval výkon 209 kW/280 k při 5800 ot/min.
Přeplňování zajišťoval kompresor Roots, dodávku paliva karburátor Weber 55AS1. Motor měl blok a hlavu válců z litiny. Dva vačkové hřídele v hlavě válců byly poháněny ozubenými koly. Řazení rychlostních stupňů bylo prováděno přes mechanickou čtyřstupňovou převodovku se suchou lamelovou spojkou. Podvozek byl původně odvozen od modelu 4CM 1100, který se ukázal jako příliš lehký a náchylný k prohýbání. Původní tuhé nápravy (vpředu i vzadu) a podélná listová pera byly později nahrazeny vzadu nápravou typu axle s rozvodovkou a s poloeliptickými listovými pružinami. Vůz měl instalovány hydraulické brzdy na všech čtyřech kolech (průměr 400 mm). Při pohotovostní hmotnosti 785 kg vůz dociloval maximální rychlosti 270 km/h.
Pro rok 1934 Maserati u 8CM zvětšilo šířku podvozku, aby vyhovovalo novým předpisům (nová formule 750 kg) a zlepšila se ovladatelnost vozu. Třecí tlumiče byly vyměněny za hydraulické. Kola byla vyrobena z lehké hořčíkové slitiny a byla obuta do závodních pneumatik Dunlop (přední 5,5 x 19 palců; zadní 6,75 x 19 palců). Palivová nádrž vozu měla objem 120 litrů, což stačilo k absolvování většiny závodů Grand Prix bez nutnosti zastavovat kvůli doplňování paliva.
Maserati 8CM je považován za inženýrský zázrak, který představoval to nejlepší z italského automobilového designu, a klasiku automobilové historie. Jeho odkaz nadále inspiruje automobilové nadšence a závodní fanoušky po celém světě.

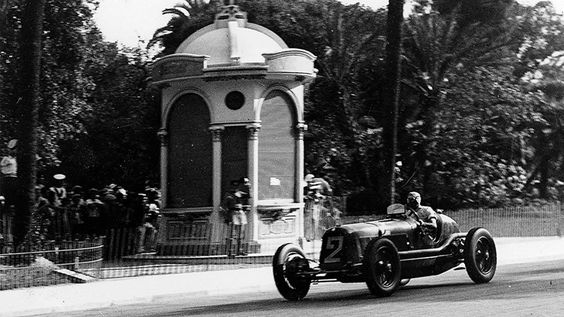
Tazio Nuvolari, vítěz Grand Prix Nice na Maserati 8CM (1933)

## Sportovní úspěchy
Firma Maserati v polovině roku 1933 získala do svých "služeb" létajícího Mantovana, jezdce Tazia Nuvolariho, mistra Evropy 1932. Ten v tomto roce na zakoupeném monopostu 8CM vyhrál Velkou cenu Belgie, Coppa Ciano a Velkou cenu Nice. Velká cena Belgie (40 kol/596,6 km), třetí významná Velká cena roku, přilákala 9. července téměř celou elitu evropských jezdců. Závod ve Spa se stal jedinečným triumfem pro nepřekonatelného Nuvolariho s monopostem Maserati. Nuvolari odstartoval z poslední řady, ale po více než šesti minutách, na konci prvního kola nechal za sebou všechny své nebezpečné protivníky Borzacchiniho, Chirona, Varziho a Dreyfuse. Až v polovině závodu Nuvolari udělal krátkou zastávku ve svém boxu pro palivo a nové pneumatiky. Tím, že Chiron již předjel Borzacchiniho, se dostal do vedení a Varzi byl třetí. Nuvolari se propadl na čtvrté místo a zdálo se, že nemá moc šancí získat zpět ztracenou pozici. Nuvolari však zahájil velkou stíhací jízdu. Nuvolari se během pouhých tří kol posunul ze čtvrtého místa zpět na první místo. Od té doby vedoucí pozici již neopustil a s drtivou převahou zvítězil v průměrné rychlosti 143,6 km/h a ještě v 13. kole zajel nejrychlejší kolo závodu (148,7 km/h). Po vítězství v Livornu (VII. Coppa Ciano, 30. července) zaznamenal 3. vítězství 6. srpna při 2. Velké ceně Nice. Na Coppa Acerbo (Grand Prix Pescary) a na Grand Prix Itálie 6. října obsadil Nuvolari 2. místa. 

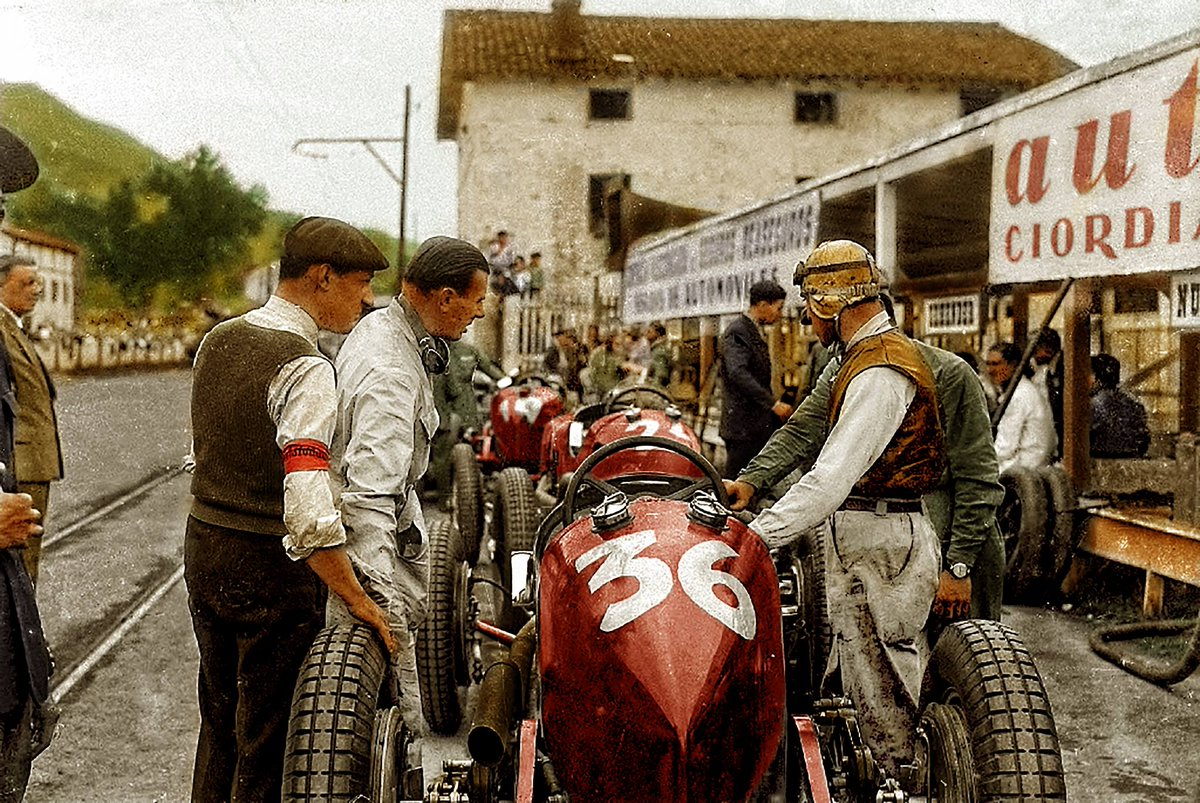
Achille Varzi (vlevo) obhlíží vůz Tazia Nuvolariho (vpravo) před GP Španělska (1933). Varzi na Bugatti T59 dojel v tomto závodě 4. a Nuvolari pro havárii závod nedokončil

Nuvolari se stal nejúspěšnějším jezdcem roku 1933, nikoli však mistrem Evropy, protože v roce 1933 mistrovství Evropy nebylo asociací AIACR vypsáno. Před Nuvolarim tento vůz v dvoumístném provedení 8C-3000 (typ 26M) úspěšně předvedli dvěma třetími místy 26. března 1933 při Velké ceně Tunisu Goffredo Zehender a 7. května Grand Prix Tripolisu "Tim" Birkin. Největšího úspěchu však s 8C-3000 dosáhl Guiseppe Campari, který na tomto voze vyhrál 11. června Grand Prix Francie. Anglo-američan Whitney Straight ještě v roce 1933 zaznamenal vítězství, když vyhrál mistrovství Brooklands Mountain Championship a vytvořil rekord závodu.

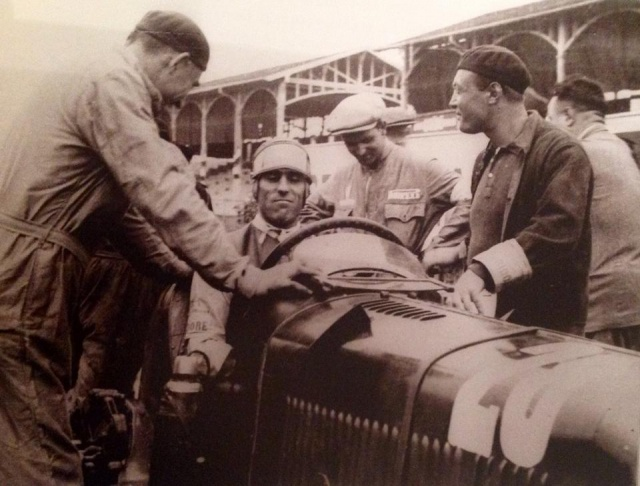
Tazio Nuvolari při Grand Prix Monzy s Maserati 8CM dojel na 2. místě (1933)

Na konci sezóny 1933 Nuvolari překvapivě úspěšný vůz 8CM prodal Pieru Taruffimu. V sezóně 1934 bylo Maserati 8CM nejoblíbenějším vozem mezi soukromými jezdci. S těmito vozy jezdily Gruppo Genovese San Giorgio (Renato Balestrero a Clemente Biondetti), Scuderia Siena (Eugenio Siena, Carlo Pedrazzini) a tým Whitney Straighta. Soukromníci Tazio Nuvolari, Earl Howe a Philippe Étancelin měli také své vlastní Maserati. Do závodů v tomto roce zhruba v polovině sezóny vstoupily německé stáje Mercedes-Benz a Auto Union s novými vozy, které vbrzku byly označeny jako stříbrné šípy. A začaly vyhrávat. Navíc Alfa inovovala svůj vůz Alfa RomeoTipo B/P3 novým motorem o zdvihovém objemu 2905 cm³.
V první Velké ceně, konané 2. dubna 1934 v Monaku, startovaly 3 vozy 8CM. Závod nejlépe dokončil Whitney Straight na 8. místě, Earl Howe na 10. a Philippe Etancelin v 63. kole havaroval. To nebyl dobrý začátek. V Alessandrii 22. dubna na okruhu Pietra Bordina dojel Nuvolari v 1. rozjížďce na 3. místě. V tomto závodě na typu 8CM smrtelně havaroval Carlo Pedrazzini (Scuderia Siena). Dvě minuty po startu došlo k vážné nehodě, když se vozy po projetí vlásenky vracely přes nový most. Auto Švýcara Pedrazziniho na mostě narazilo do balustrády, rozbilo ji a pokračovalo v sérii piruet. Nešťastný řidič byl vymrštěn z vozu. Sanitkou byl převezen se zlomenou nohou, zlomenými žebry a vnitřními zraněními do nemocnice, kde brzo po příjezdu do nemocnice zraněním podlehl. Na Grand Prix Tripolisu obsadil Philippe Etancelin na 8CM 4. místo za třemi vozy Alfa Romeo Tipo B/P3 a na Grand Prix Maroka v Casablance dojel na 2. místě. Na místním závodě JCC International Trophy 28. dubna vyhrál na Brooklands Whitney Straight a na lokální Grand Prix Pikardie 27. května zvítězil na 8CM soukromý jezdec Benoît Falchetto. Philippe Etancelin skončil 2., Whitney Straight 4. a Hugh Hamilton 5. na 1. ročníku Grand Prix Montreux. Na Velké ceně Dieppe (22. července) zvítězil Philippe Etancelin a zajel i nejrychlejší kolo závodu v průměrné rychlosti 130,8 km/h. 29letý Ir Hugh Hamilton zahynul na voze 8CM 26. srpna 1934 v 65. kole ze 70 při 1. Grand Prix Švýcarska na okruhu Bremgarten. Tento závod nedokončili ani další jezdci na typu 8CM. Tazio Nuvolari odstoupil po 35. kole pro poruchu motoru a Earl Howe sice závod dokončil, ale s ujetými 64 koly nebyl klasifikován.
Další vítězství připojil Benoît Falchetto 9. září na Grand Prix U.M.F. na okruhu v Montlhéry. Na britských ostrovech 2x vyhrál  Whitney Straight, majitel stáje Whitney Straight Ltd. Bylo to 6. října na II. Donington Park Trophy a 13. října na IV. Mountain Championship na okruhu Brooklands. Na Apeninském poloostrovu 2x zase zazářil Nuvolari, když 14. října na III. Circuito di Modena a 21. října na Poháru princezny Piemonské (Circuito di Napoli, Posillipo) s 8CM vyhrál. Šasi 8CM však bylo vybaveno silnějším šestiválcovým motorem z typu 6C-34 (3724 cm³ o výkonu 194 kW/260 k). Poslední vítězství sezony zaznamenal Whitney Straight (Maserati 8CM 3,0 l), když 27. prosince vyhrál handicapový závod Grand Prix Jihoafrické republiky na okruhu Prince Jiřího v East Londonu.
V dalších letech byly úspěchy vozu Maserati 8CM spíše sporadické. V roce 1936 vyhrál Richard Dick Seaman handicapový závod Trofej Britského Impéria (British Empire Trophy) v Donington Parku. Siamský princ Bira v roce 1937 vyhrál 1. Campbell Trophy na Brooklandsu a v roce 1939 rovněž na Brooklandsu JCC International Trophy.

## Vítězné závody Grand Prix
- Grand Prix Belgie (1933)
- Coppa Ciano (1933)
- Grand Prix Nice (1933)
- JCC International Trophy (1934, 1939)
- Grand Prix de Picardie (1934)
- Grand Prix de Dieppe (1934)
- Grand Prix de l´U.M.F. (1934)
- Donington Park Trophy (1934)
- Mountain Championship Brooklands (1933, 1934)
- Circuito di Modena (1934)
- Circuito di Napoli, Pohár princezny Piemonské (1934)
- Grand Prix Jihoafrické republiky (1934)
- British Empire Trophy (1936)
- Campbel Trophy (1937)

## Galerie

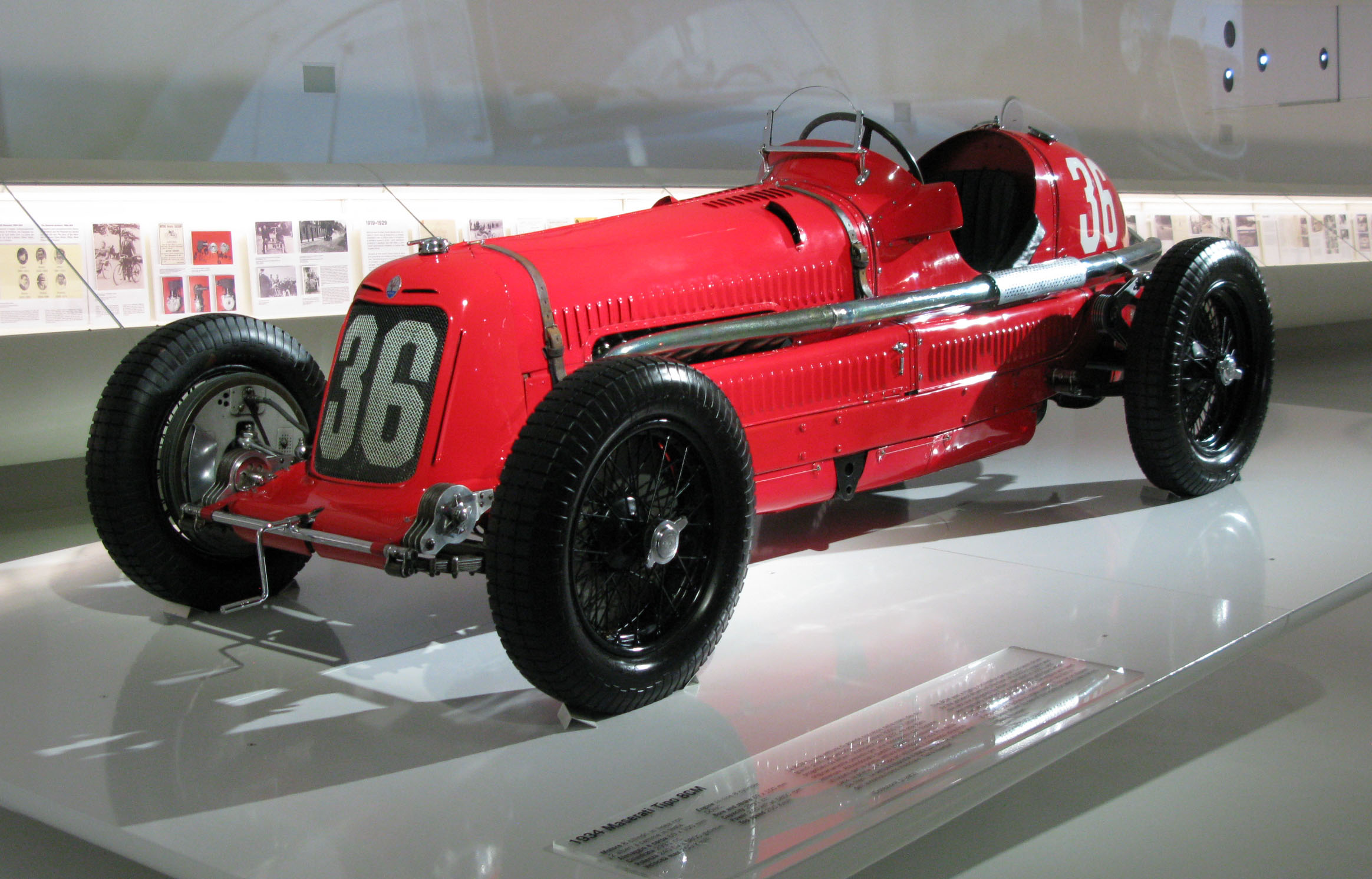
Maserati 8CM, Museo Enzo Ferrari v Modeně (2014)
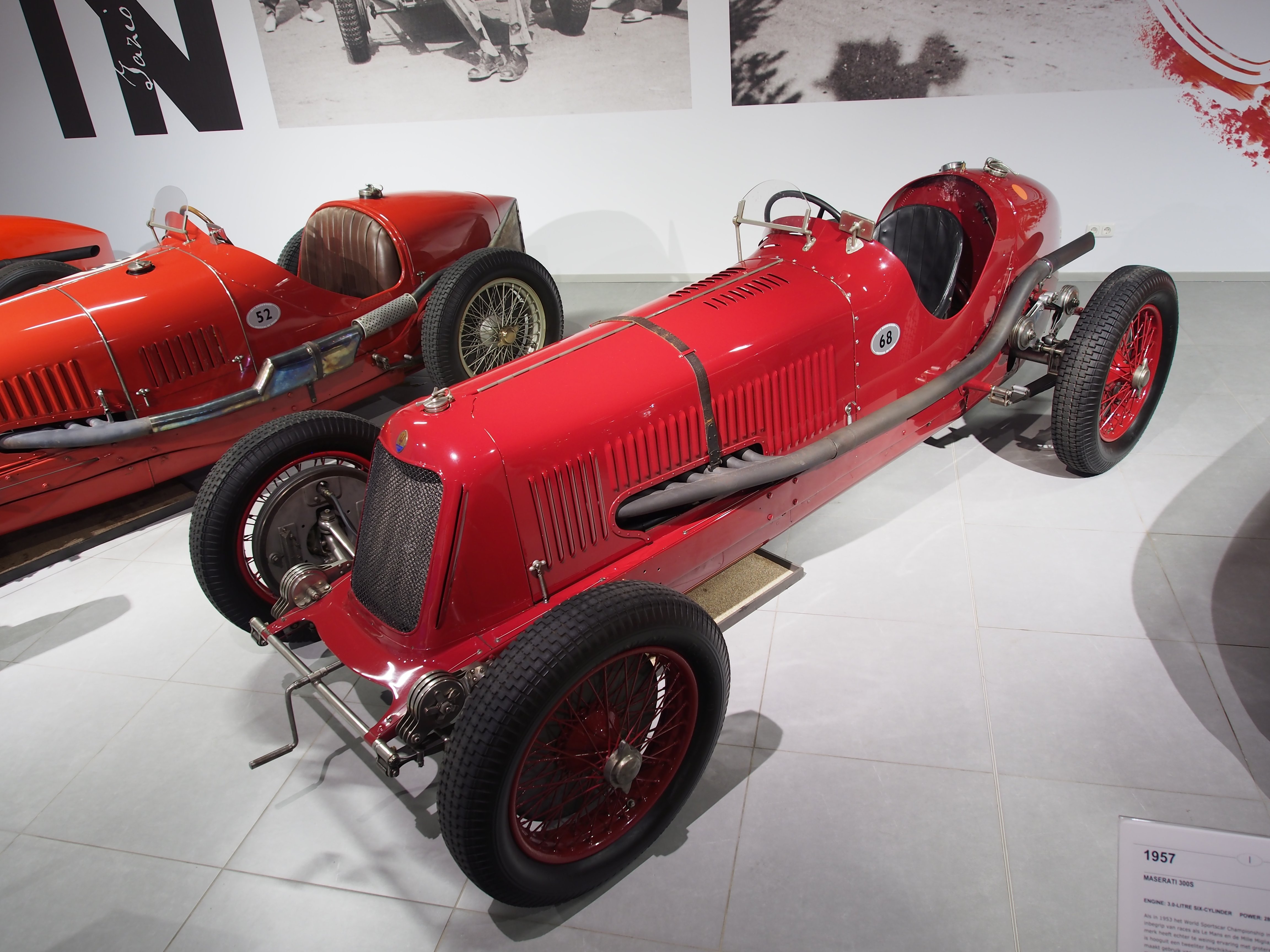
Maserati 8CM Monoposto Grand Prix, Louwman Museum v Haagu (2017)
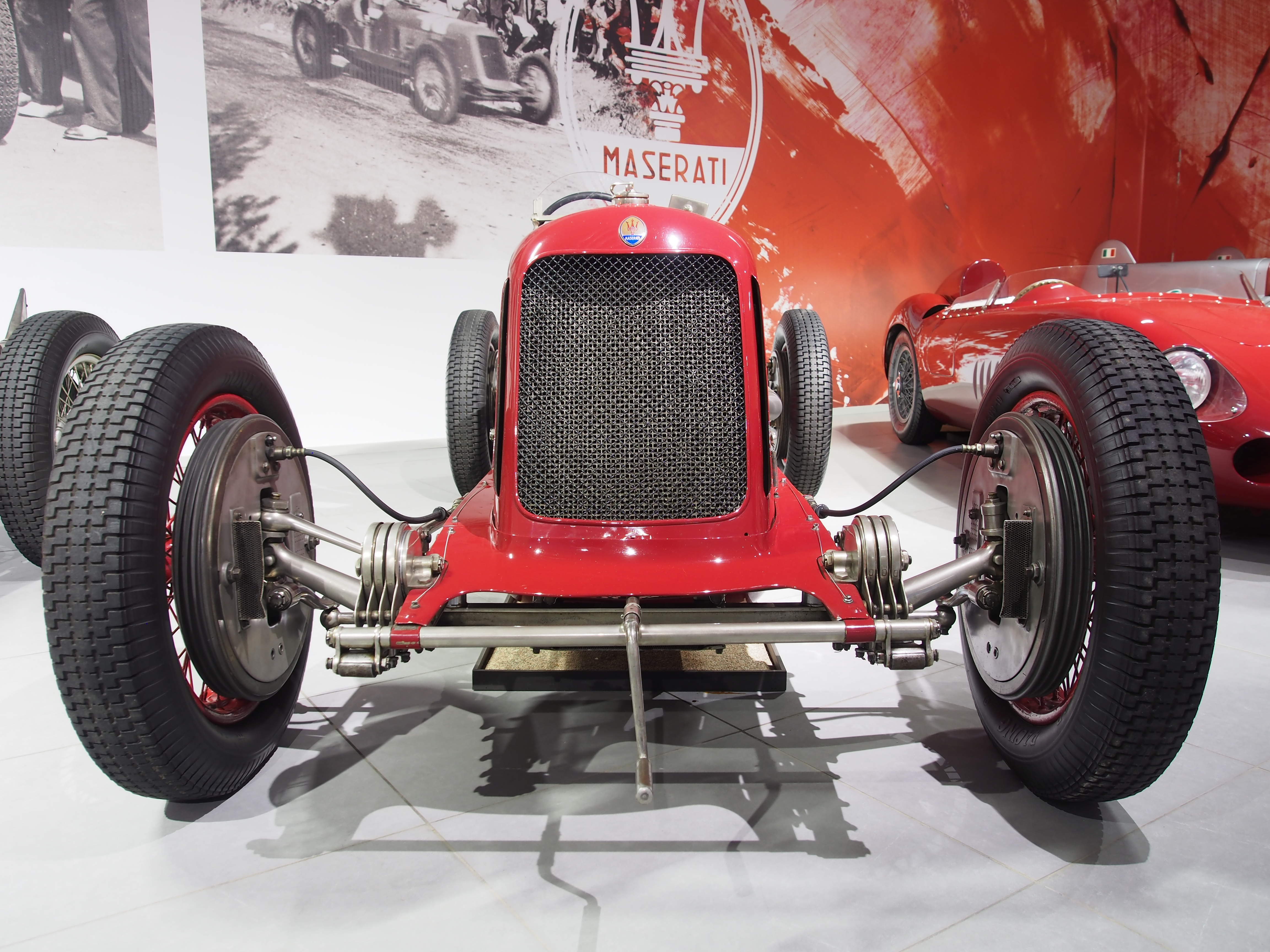
Maserati 8CM Monoposto, přední náprava, Louwman Museum v Haagu (2017)
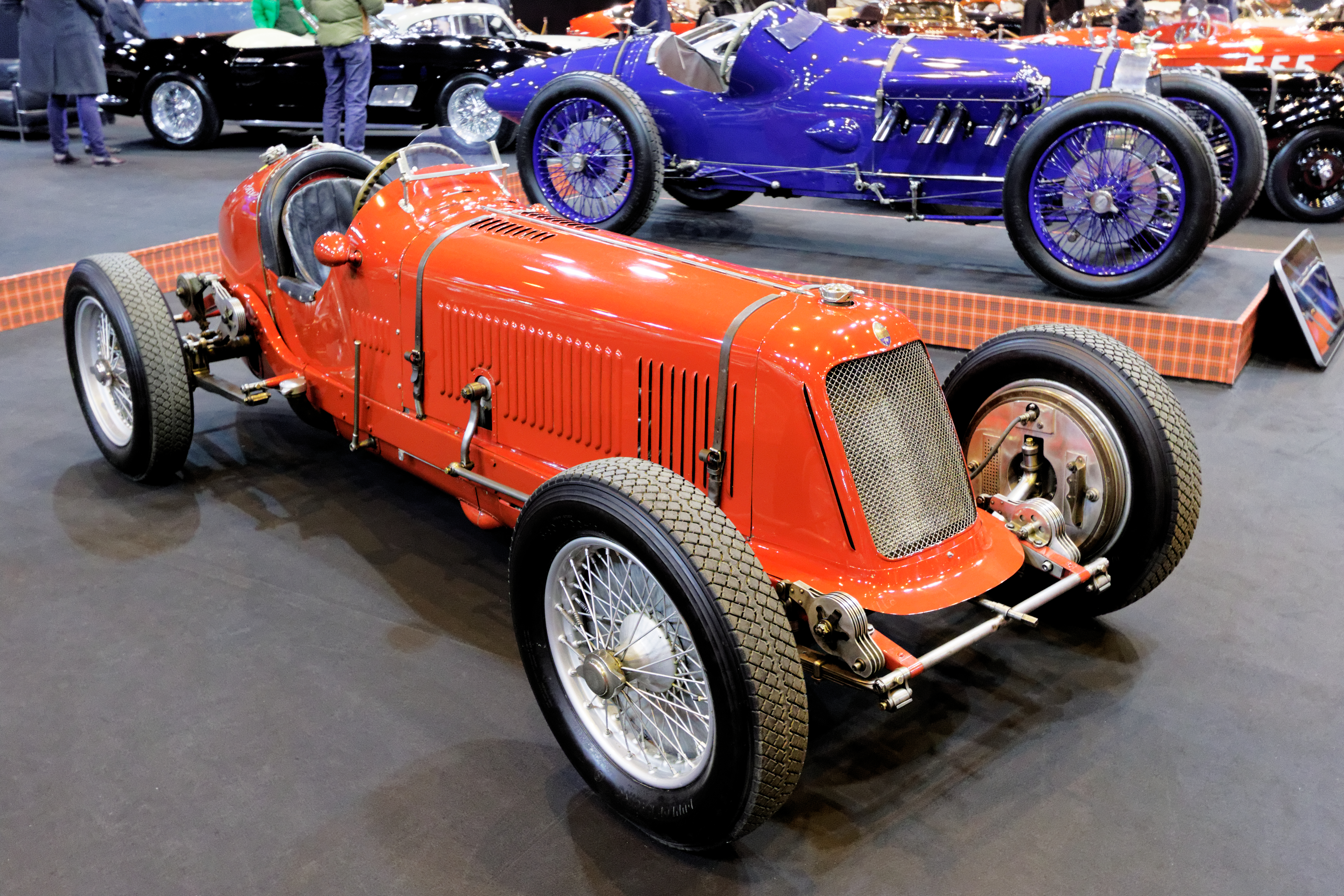
Maserati 8CM, Rétromobile (2015)
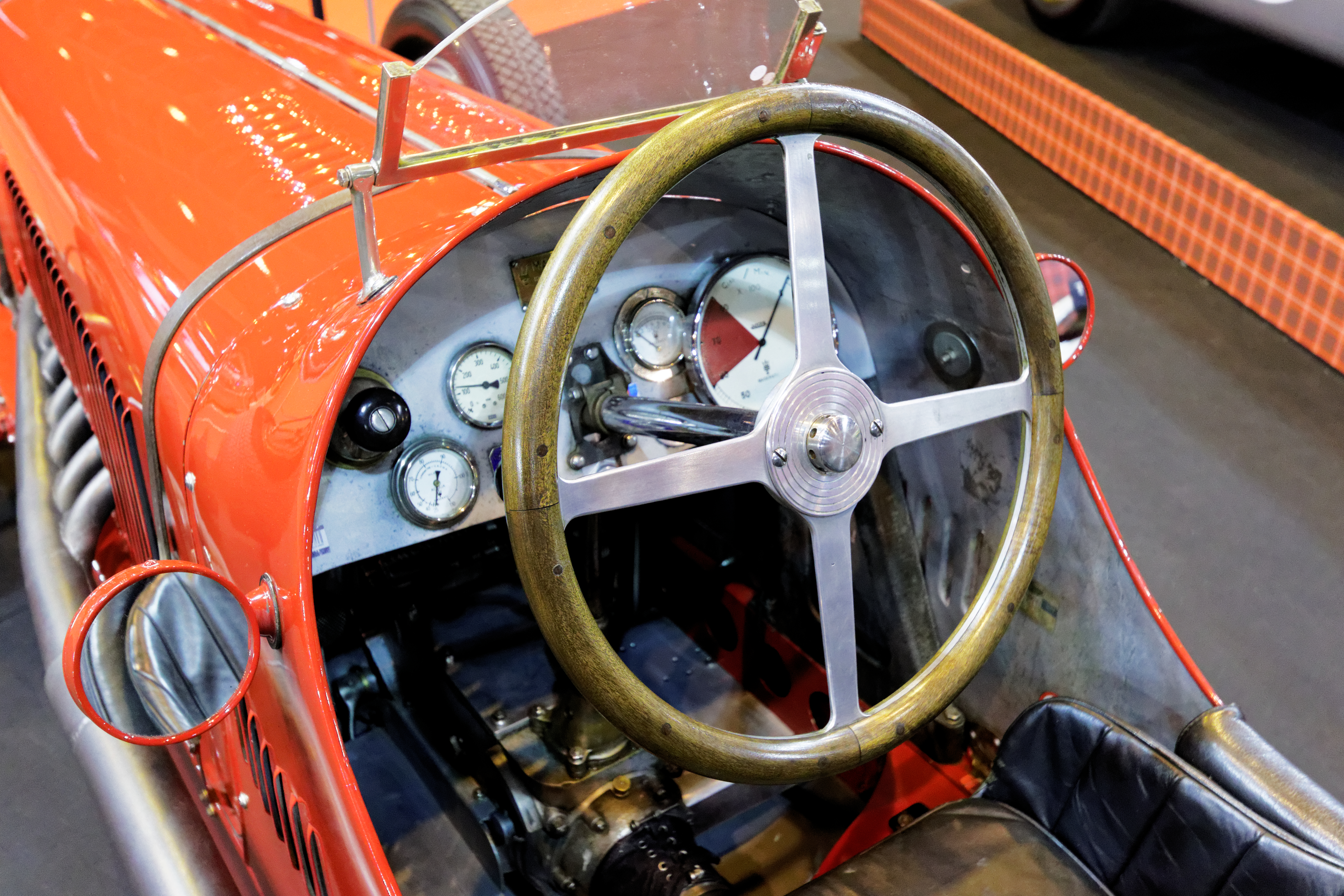
Maserati 8CM, kokpit, Rétromobile (2015)
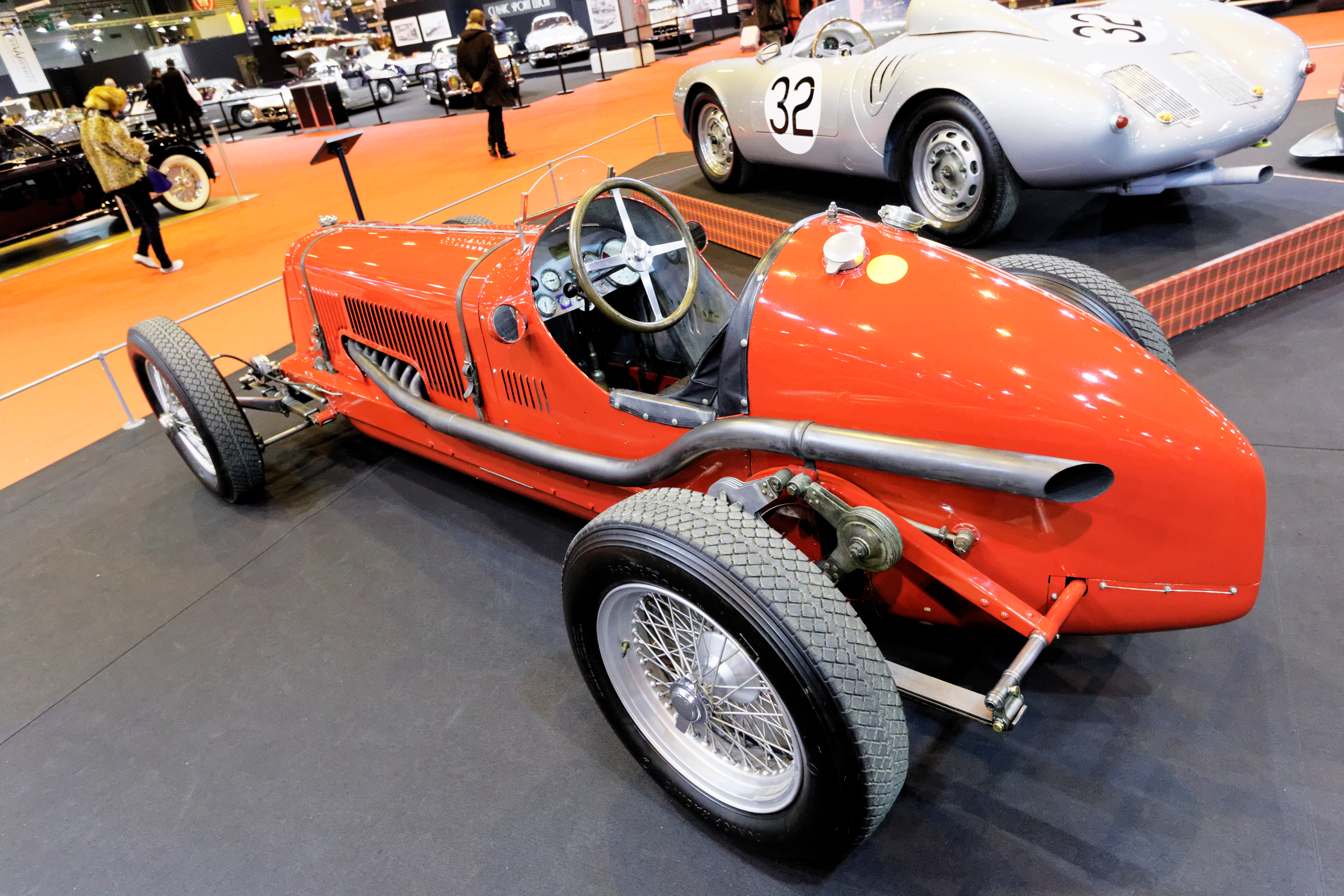
Maserati 8CM, zadní náprava, Rétromobile (2015)
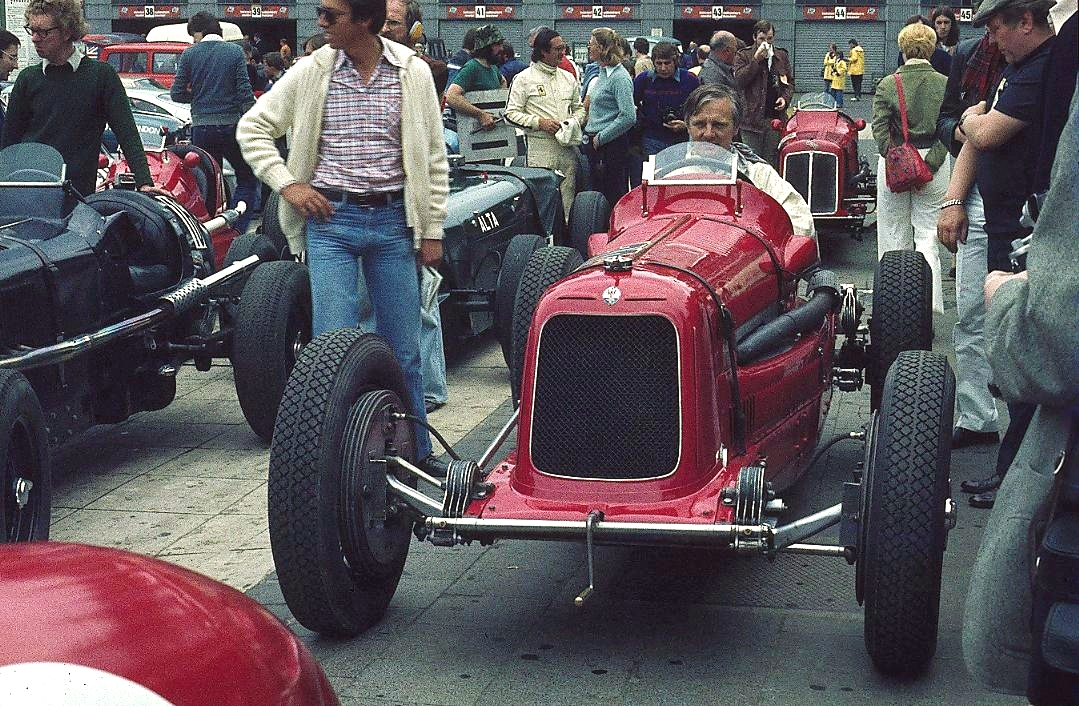
Maserati 8CM, Oldtimer GP Nürburgring (1979)
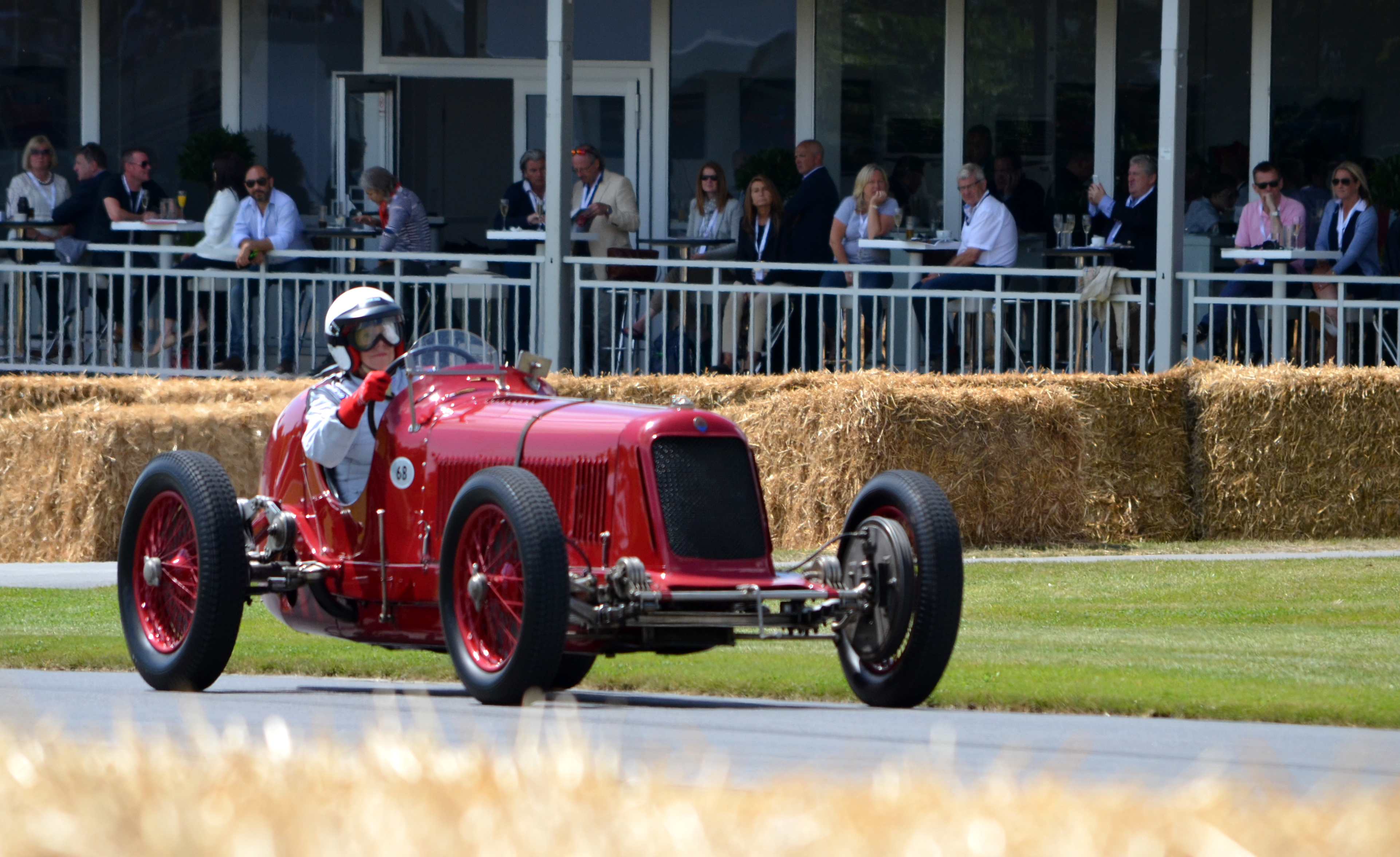
Maserati 8CM, Goodwood Festival of Speed (2014)
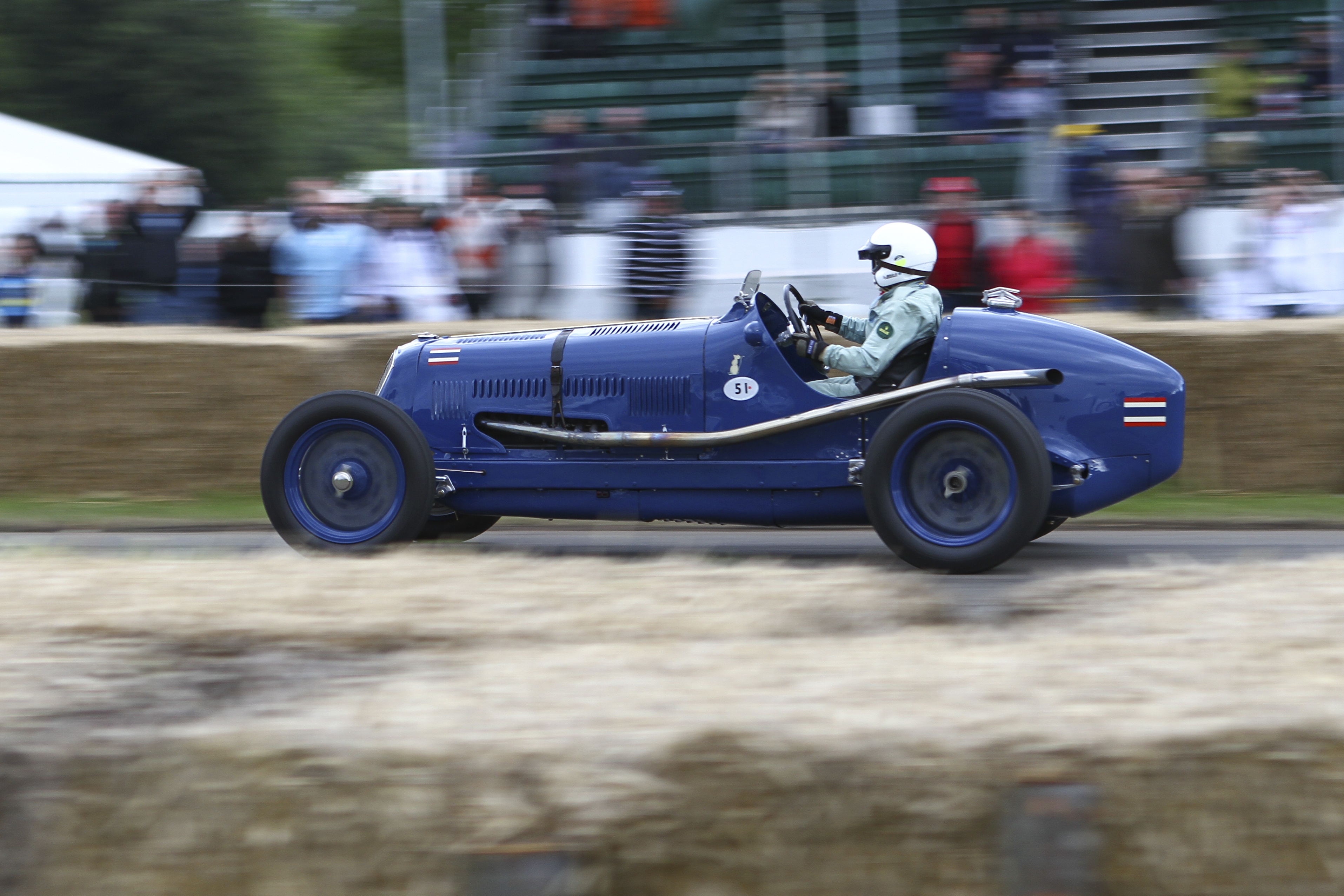
Maserati 8CM, Goodwood Festival of Speed (2012)
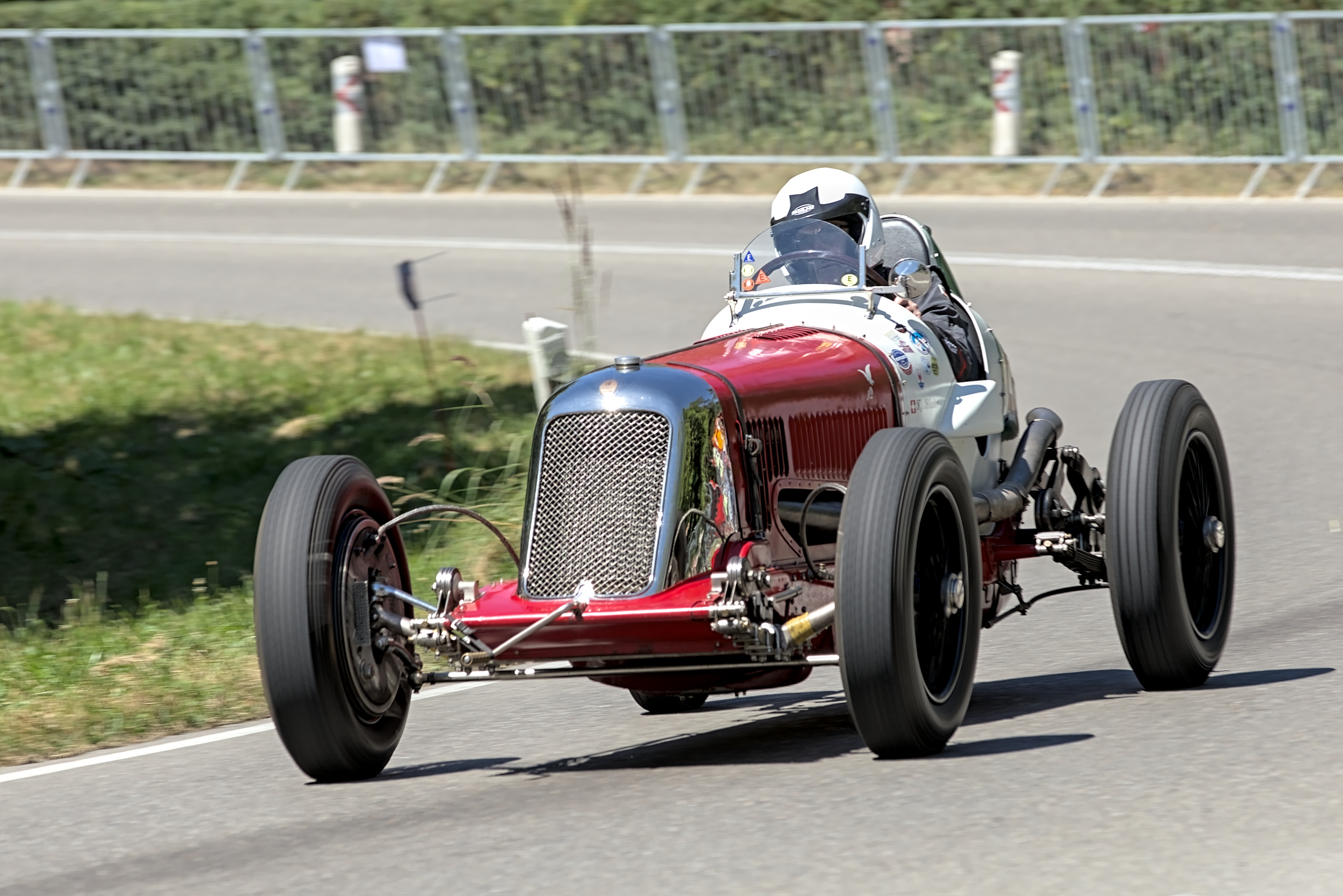
Maserati 8CM, Solitude Revival (2022)